# Distretto di Çivril
Il distretto di Çivril (in turco Çivril ilçesi) è uno dei distretti della provincia di Denizli, in Turchia.